# Сънсет
 Тази статия е за града в Юта.  За квартала на Сан Франциско вижте Сънсет (Сан Франциско).  
Сънсет (на английски: Sunset) е град в окръг Дейвис, щата Юта, САЩ. Сънсет е с население от 5204 жители (2000) и обща площ от 3,8 km². Намира се на 1375 m надморска височина. ЗИП кодът му е 84015, а телефонният му код е 801.